# ヒトコロナウイルスNL63
ヒトコロナウイルスNL63（HCoV-NL63, Human coronavirus NL63）は、ヒトに呼吸器感染症を引き起こすコロナウイルスの1種。2004年にオランダで、ウイルス性細気管支炎を起こした生後7ヶ月の乳幼児から発見された。主に乳幼児や高齢者、免疫不全患者の呼吸器疾患に関連し、季節性の風邪の原因となる。最大で、全ての呼吸器疾患の10%がヒトコロナウイルスNL63を原因とする。このウイルスによる感染症は重症化する場合があり、乳幼児における重度の下気道感染症やクループを引き起こす。
発見されたのは2004年だが、このウイルスは何世紀も前から人類集団に蔓延していたと推定されている。ウイルスゲノムはヒトコロナウイルス229Eによく似ているが、別のアルファコロナウイルスであるブタ流行性下痢ウイルスに近い遺伝子もあり、種間組み換えの可能性が指摘されている。分子時計によると、11世紀頃ヒトコロナウイルス229Eから分岐したと推定される。
宿主細胞進入時に利用する受容体は、SARS関連コロナウイルスと同様にACE2受容体であるが、スパイクタンパク質はSARS関連コロナウイルスとほとんど似ておらず、CD13（APN受容体）を利用するヒトコロナウイルス229Eによく似ている。